# 辛普森冰川
71°17′S 168°38′E / 71.283°S 168.633°E
辛普森冰川是南極洲的冰川，位於維多利亞地的彭內爾海岸，全長10公里，終點在納爾遜崖和徹里加勒德山之間，由英國探險隊的氣象學家命名。